# روبن مانوکیان

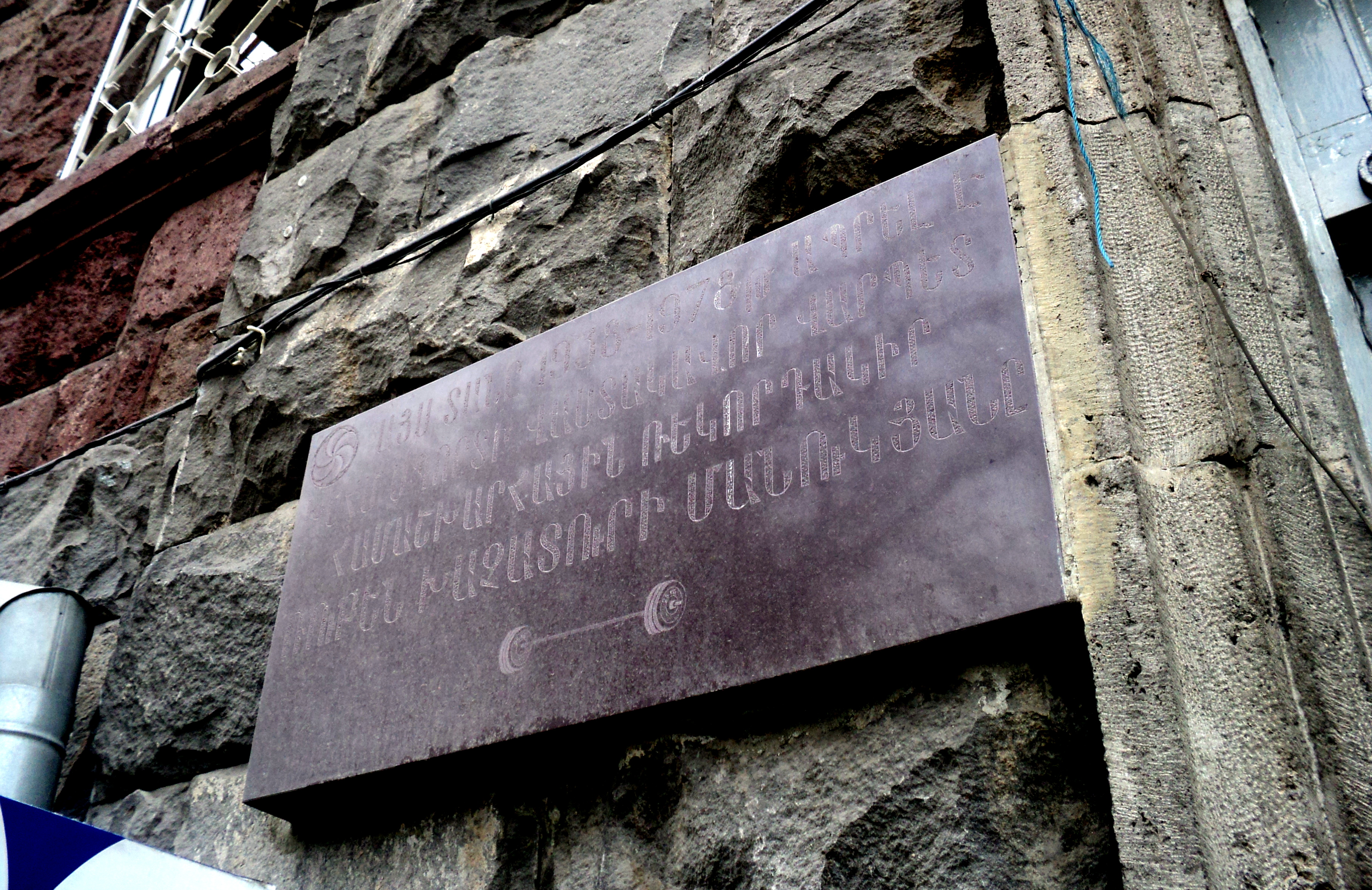

روبن خاچاطوری مانوکیان (ارمنی: Ռուբեն Խաչատուրի Մանուկյան؛  زادهٔ ۲۶ دسامبر ۱۹۰۶ - درگذشته ۲۴ اوت ۱۹۷۸) وزنه‌بردار اهل ارمنستان بود.

## زندگی‌نامه
وی در ۲۶ دسامبر ۱۹۰۶ در کاماریس به دنیا آمد . همچنین برندهٔ جوایزی همچون نشان پرچم سرخ کار (۱۹۶۷)، نشان برجسته افتخار (۱۹۳۷) و قهرمان ورزشی اتحاد شوروی شده است. وی در ۲۴ اوت ۱۹۷۸ در سن ۷۱ سالگی در ایروان درگذشت.

## نگارخانه

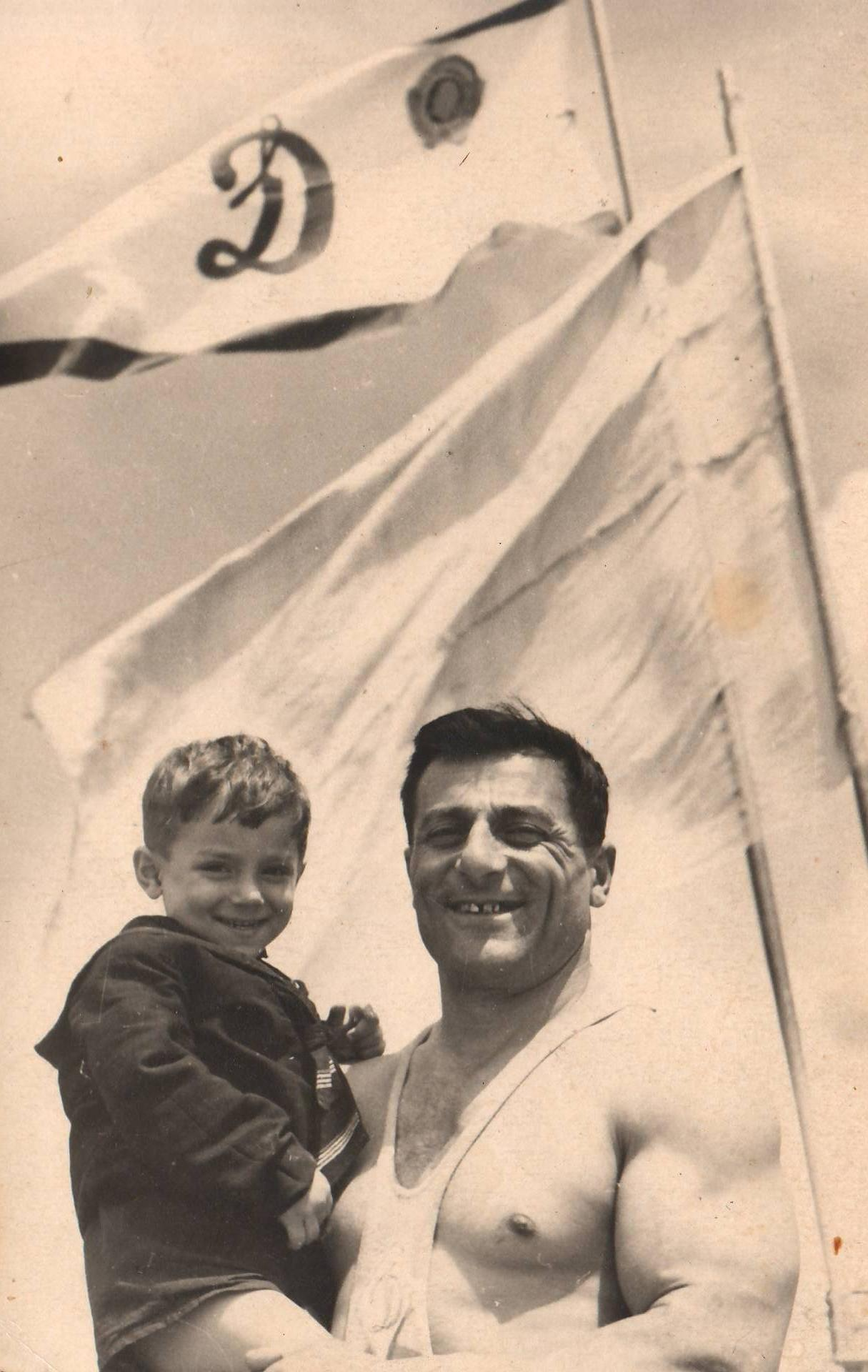
همراه پسرش روبرت
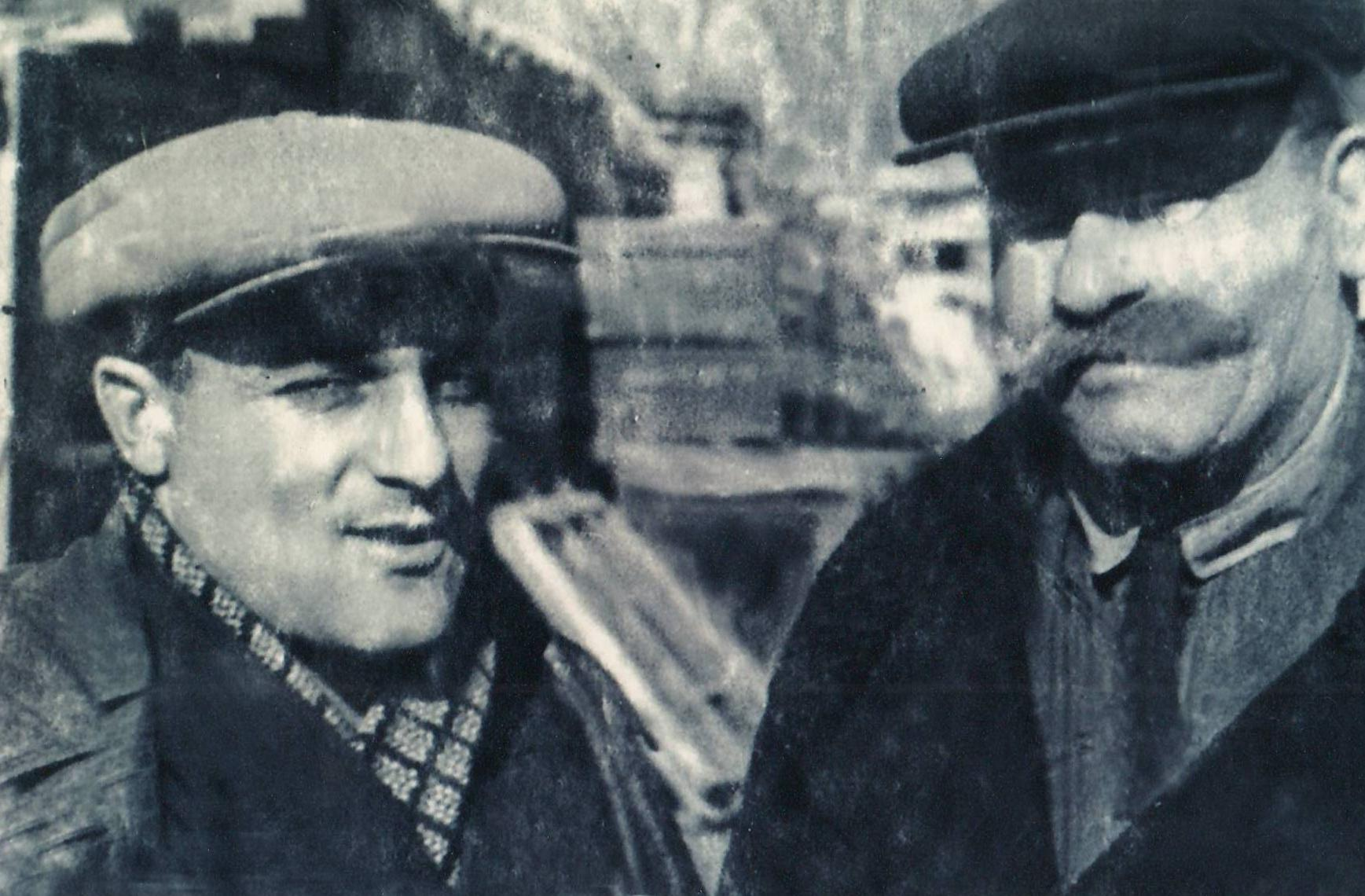
همراه ایوان پودوبنی[الف]
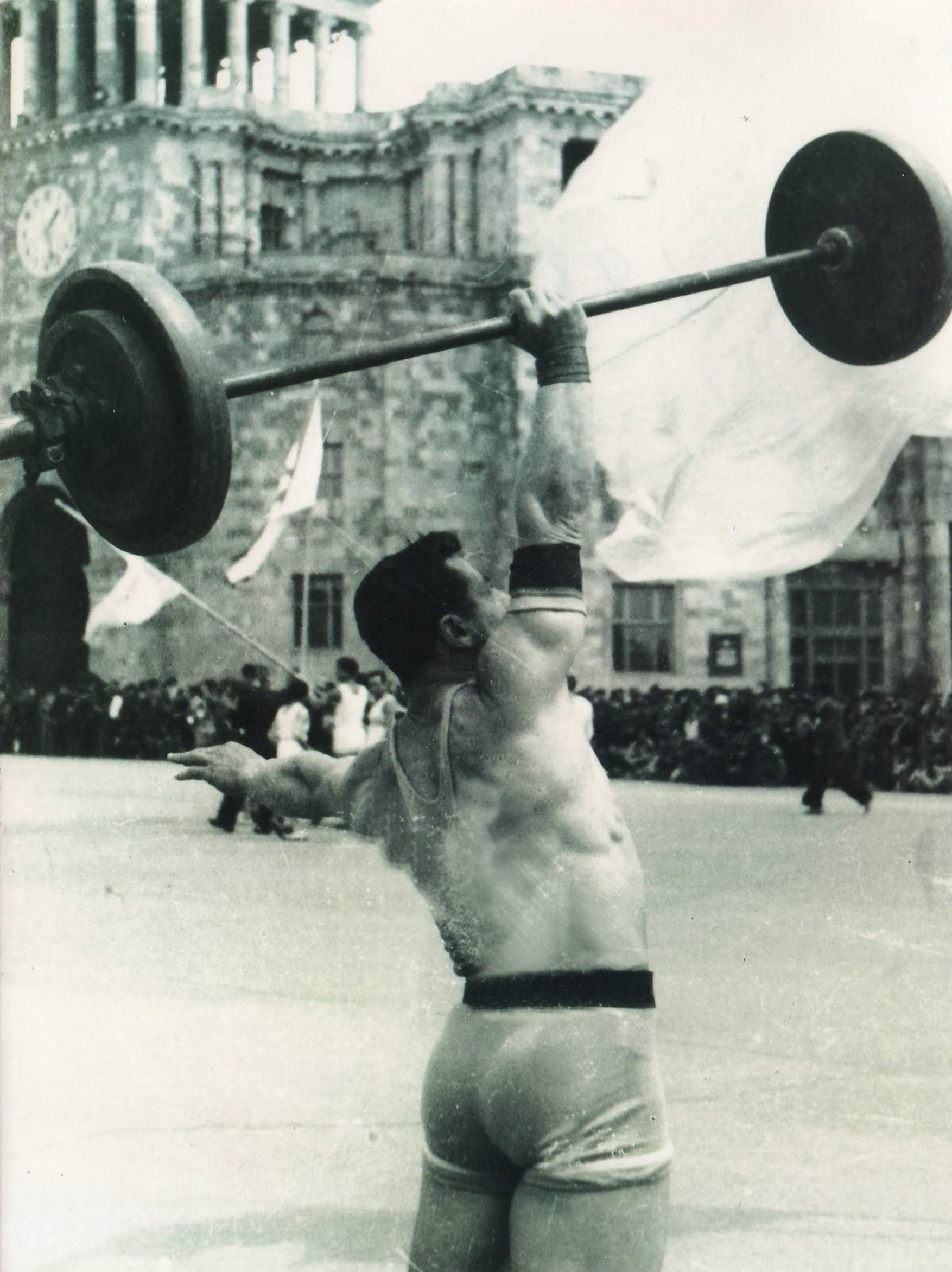
میدان جمهوریت ایروان
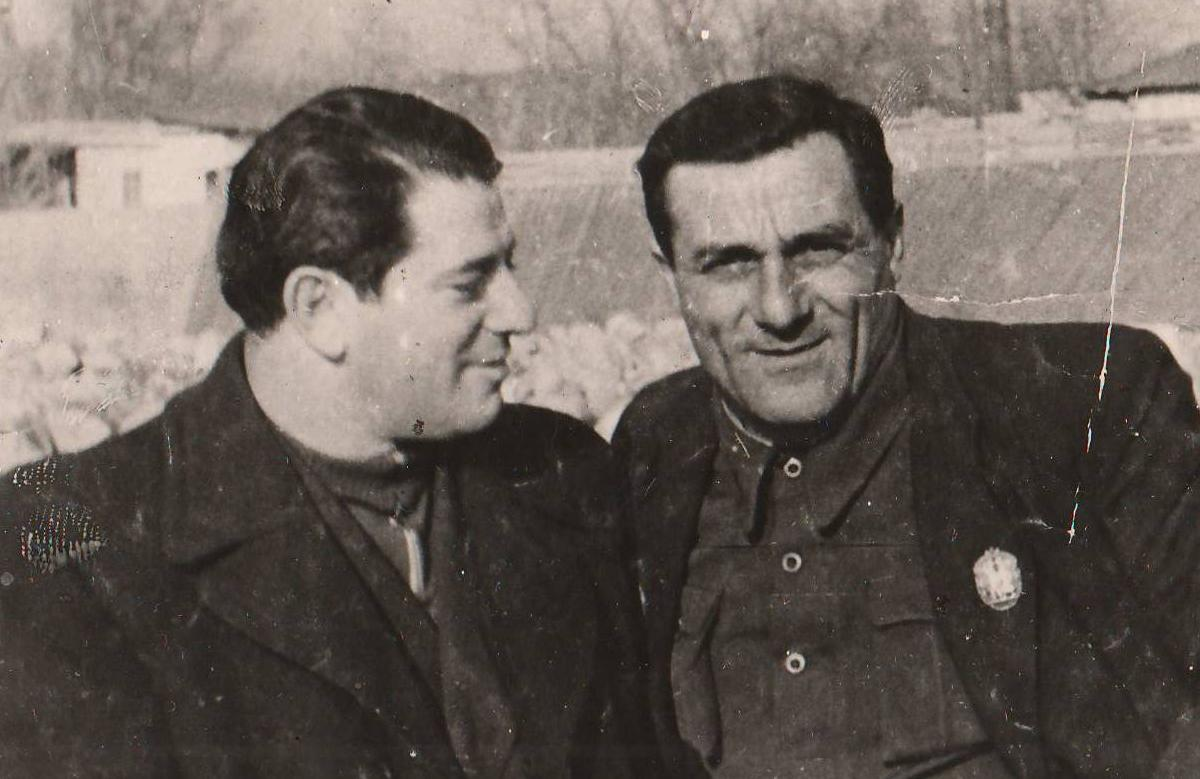
همراه قهرمان وزنه‌برداری جهان، گریگوری نوواک[ب]
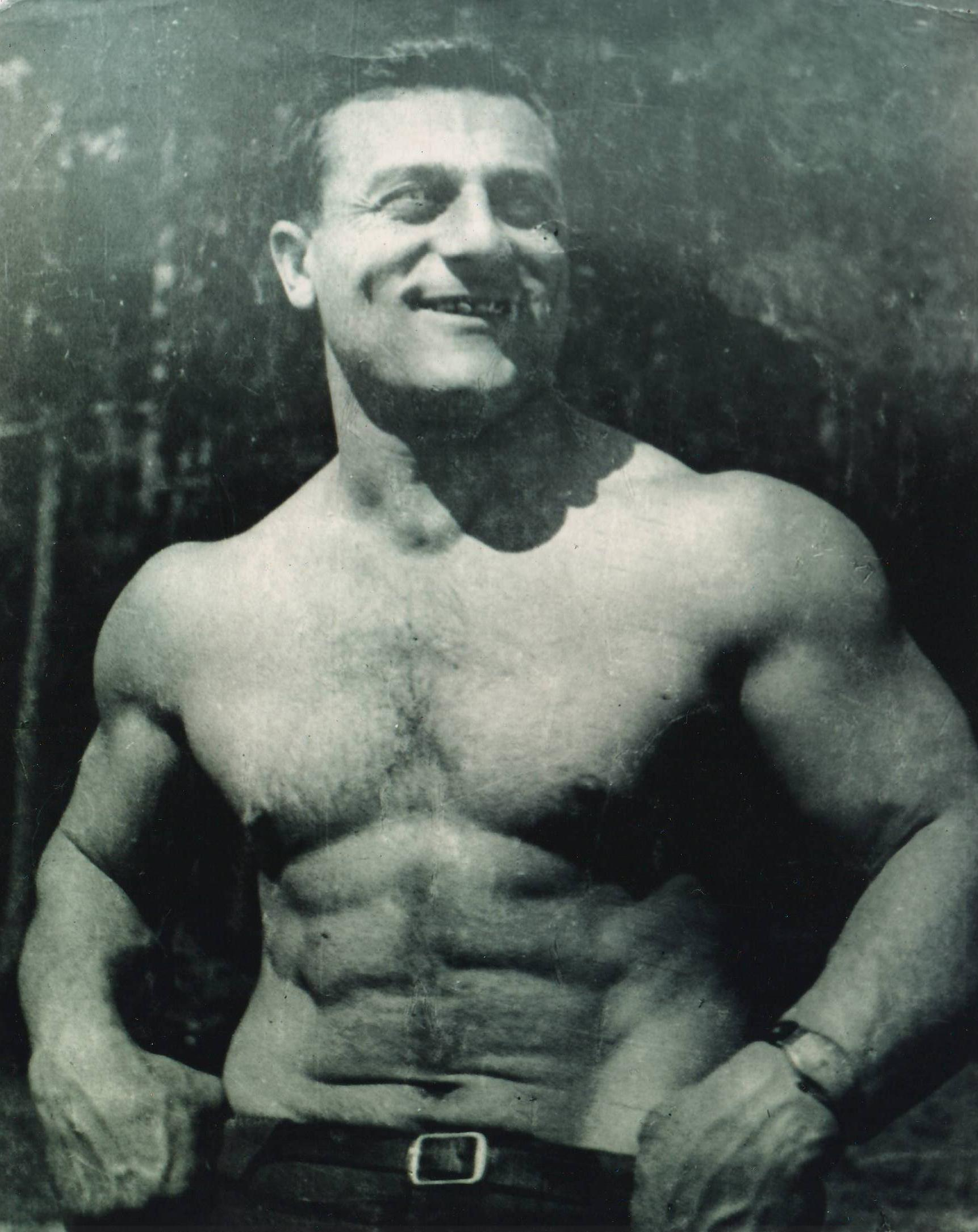
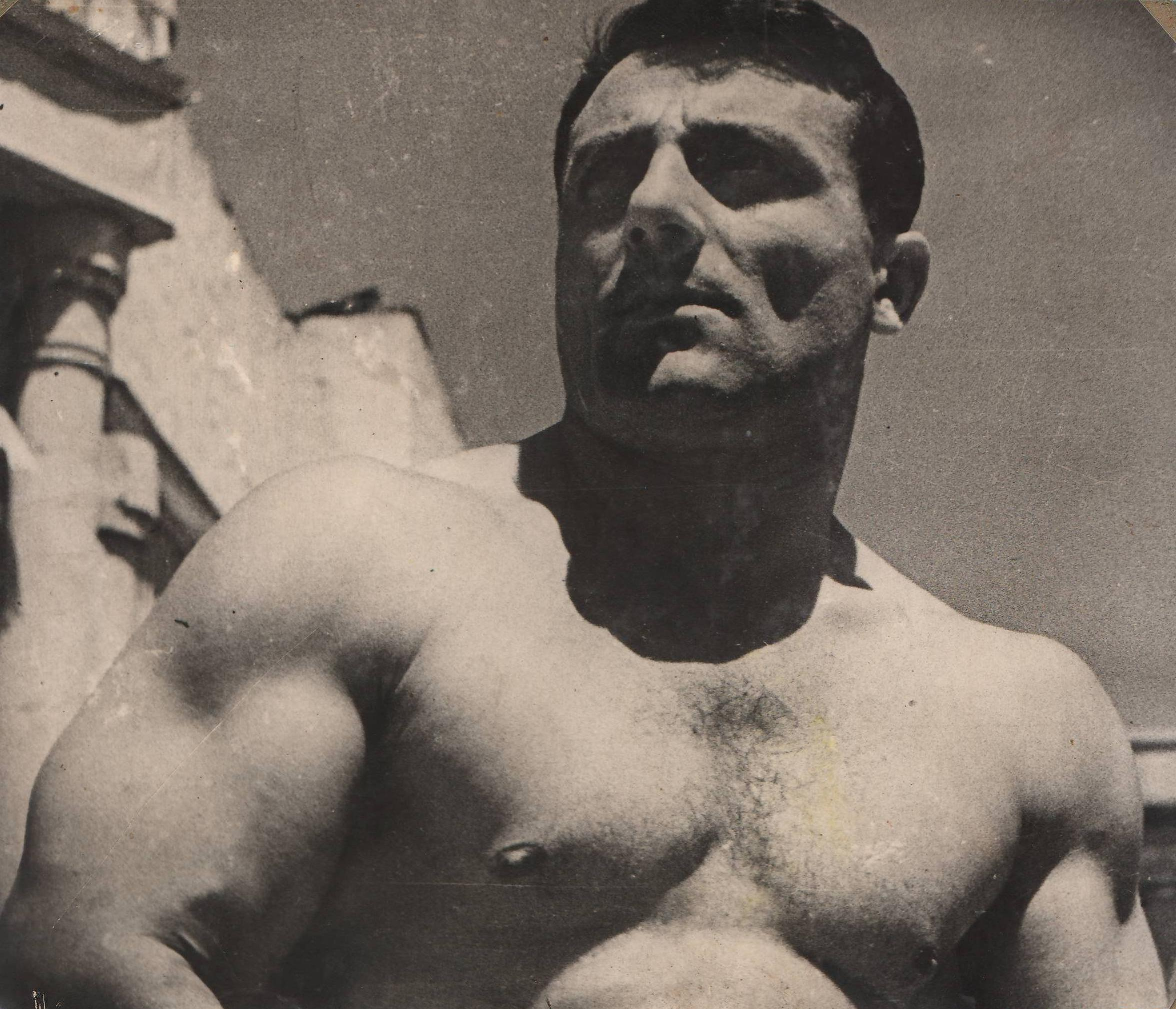
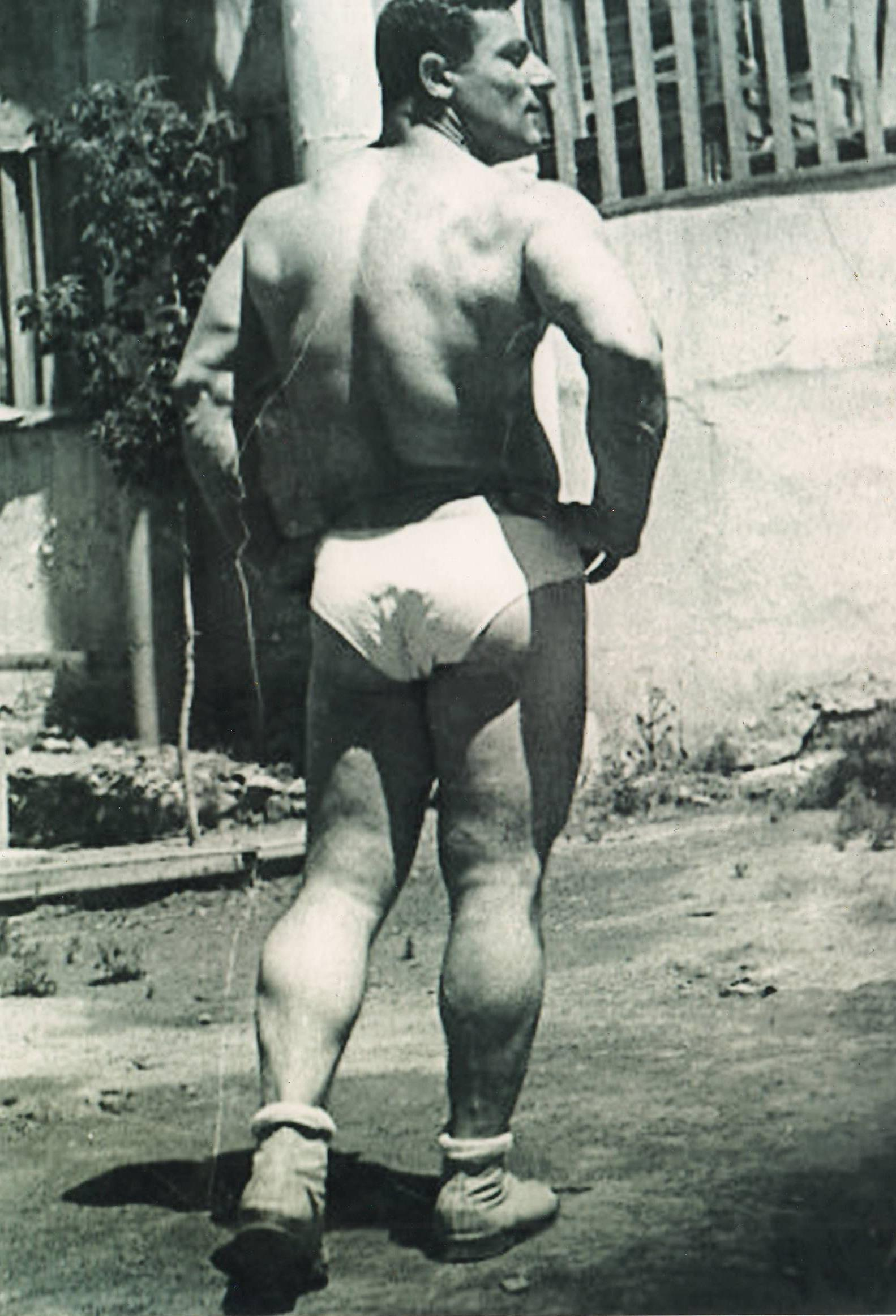
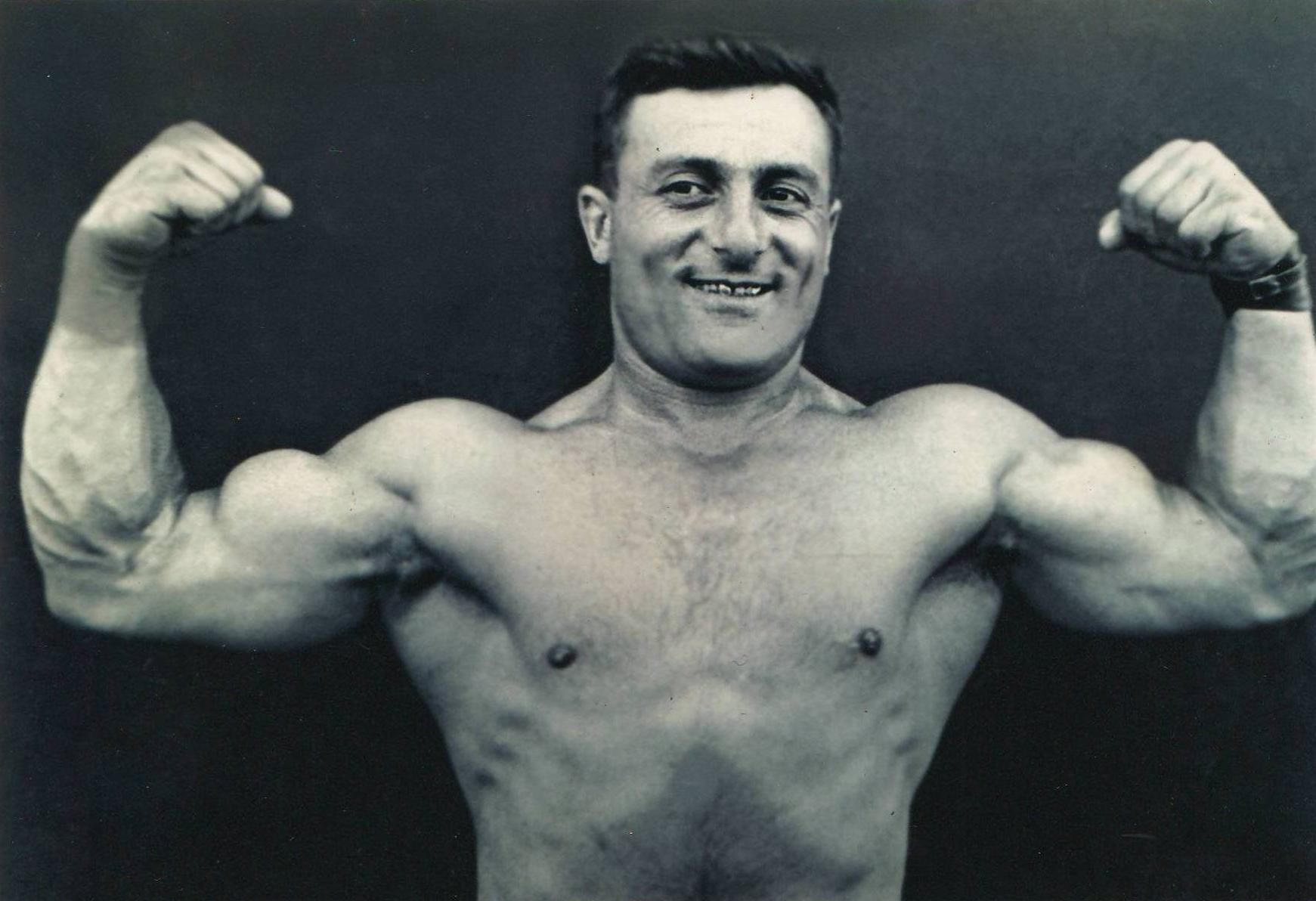
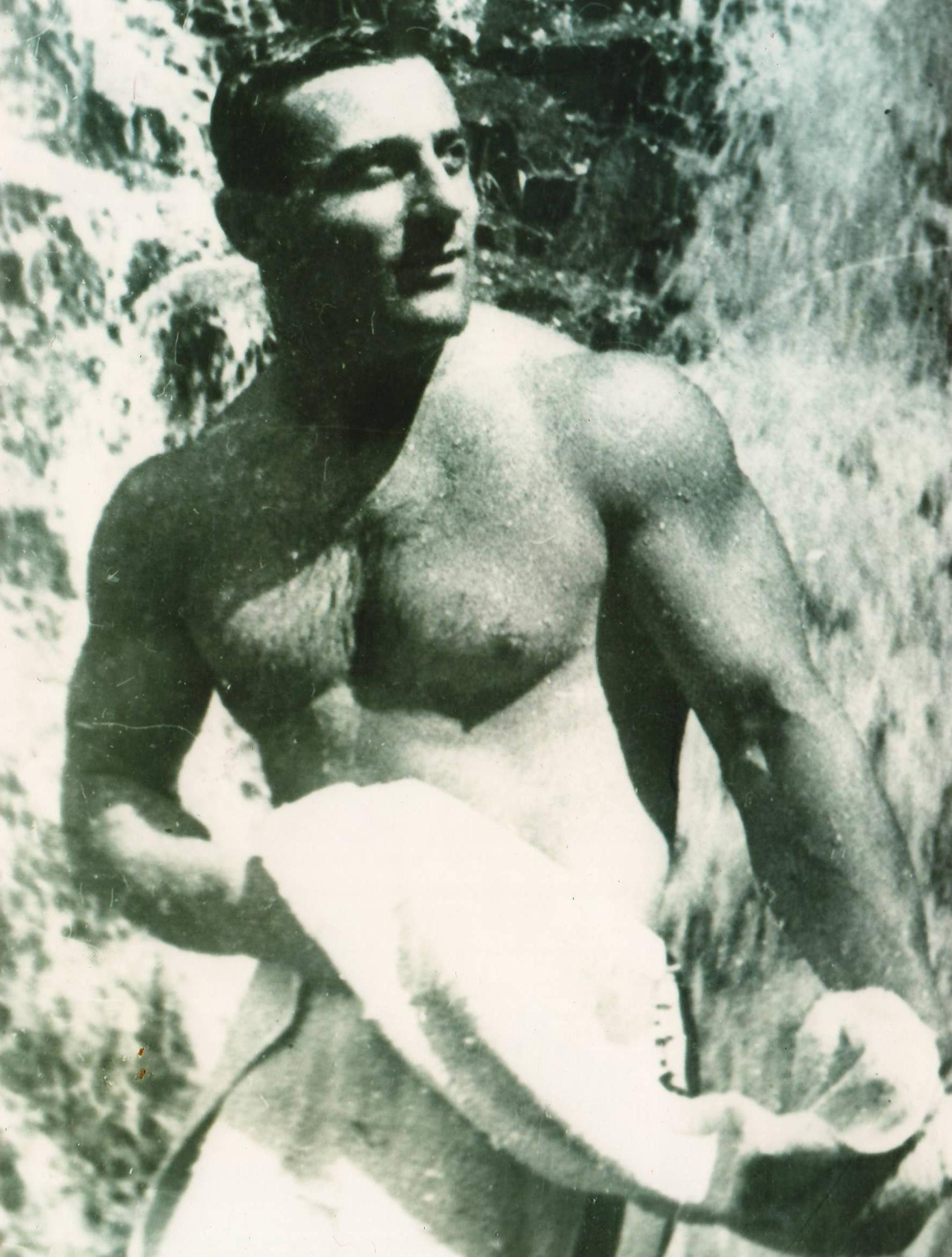
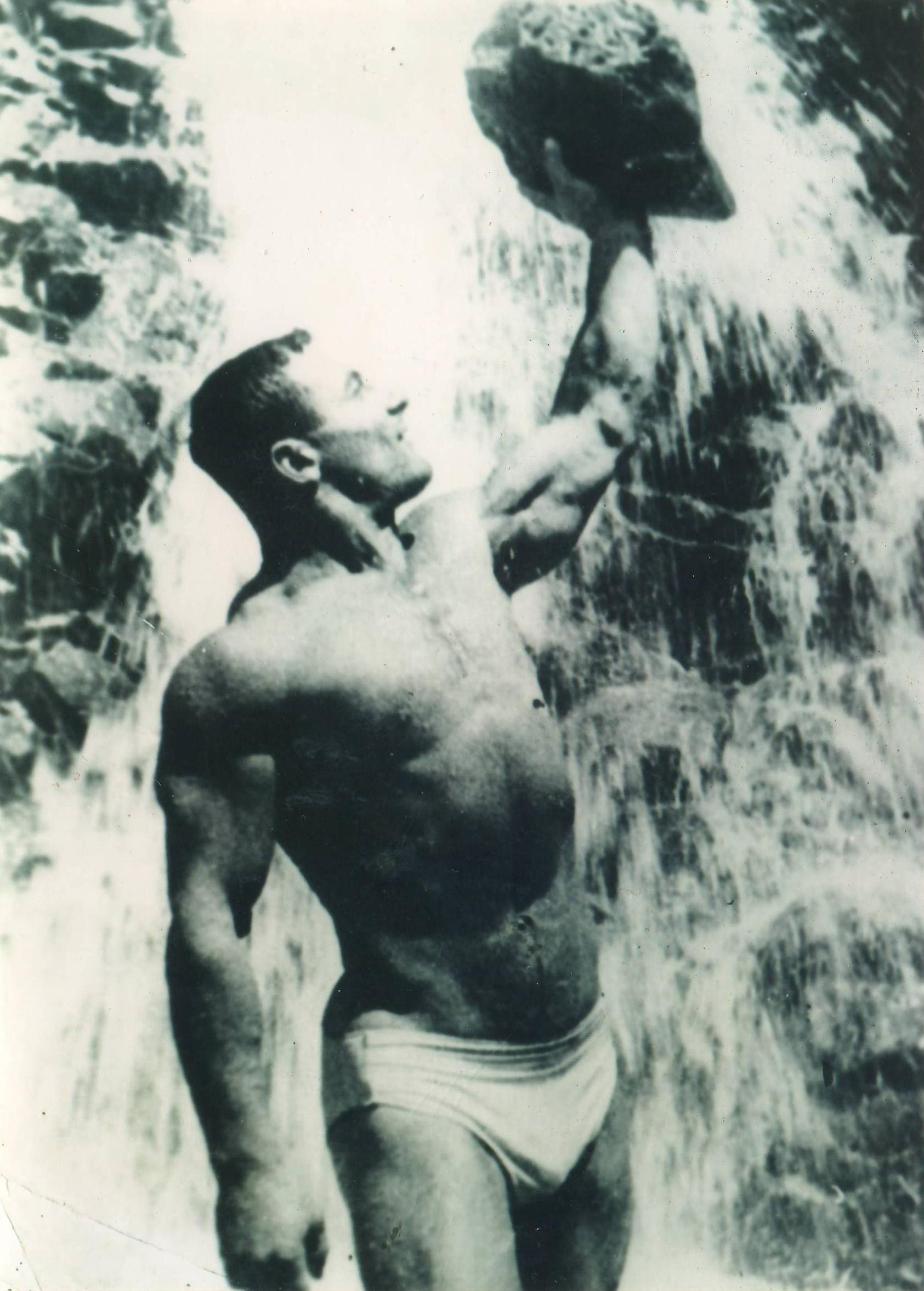

## یادداشت
1. ↑  Իվան Պոդդուբնի
2. ↑  Գրիգորի Նովակ